# Marwan Kenzari
Marwan Kenzari (tiếng Ả Rập: مروان كنزاري; sinh ngày 16/1/1983) là nam diễn viên người Hà Lan. Anh bắt đầu sự nghiệp từ năm 2008 và lần đầu được biết tới rộng rãi qua phim điện ảnh Wolf (2013). Một số phim mà anh tham gia tiếp theo sau đó có thể kể đến như Aladdin (2019), The Old Guard (2020) và Black Adam (2022).

## Thời thơ ấu
Kenzari sinh năm 1983 tại Den Haag, Hà Lan trong một gia đình người Tunisia. Cha anh là thợ xây, mẹ anh làm nội trợ. Năm 2009, Kenzari tốt nghiệp Học việc Sân khấu Nghệ thuật Maastricht (Maastricht Academy of Dramatic Arts).

## Sự nghiệp
Năm 2019, Kenzari vào vai phù thủy Jafar trong phim điện ảnh Aladdin. Tháng 7/2020, Kenzari tham gia phim The Old Guard. Năm 2022, anh thủ vai Ishmael Gregor/Sabbac trong phim siêu anh hùng Black Adam, cùng với các diễn viên như Dwayne Johnson, Aldis Hodge và Pierce Brosnan.

## Đời tư
Kenzari có thể nói tiếng Hà Lan, Ả Rập, Anh và Pháp. Anh hiện đã đính hôn với bạn gái lâu năm là Nora Ponse, cặp đôi có một người con chung.

## Danh sách phim

### Điện ảnh
| Năm  | Tên                          | Vai                                | Chú thích |
| ---- | ---------------------------- | ---------------------------------- | --------- |
| 2008 | Katia's Sister               | Giac                               |           |
| 2009 | The Last Days of Emma Blank  | Martin                             |           |
| 2010 | Loft                         | Tom Fenneker                       |           |
| 2011 | Rabat                        | Zakaria                            |           |
| 2012 | Black Out                    | Youssef                            |           |
| 2013 | Wolf                         | Majid Zamari                       |           |
| 2014 | Hartenstraat                 | Daan                               |           |
| 2014 | Accused                      | Det. Ron Leeflang                  |           |
| 2014 | Reckless                     | Rico                               |           |
| 2014 | Grab My Heart                | Richard                            |           |
| 2016 | Collide                      | Matthias                           |           |
| 2016 | Ben-Hur                      | Druses                             |           |
| 2016 | The Promise                  | Emre Ogan                          |           |
| 2017 | The Mummy                    | Malik                              |           |
| 2017 | What Happened to Monday      | Adrian Knowles                     |           |
| 2017 | Murder on the Orient Express | Pierre Michel                      |           |
| 2018 | The Angel                    | Ashraf Marwan                      |           |
| 2019 | Aladdin                      | Jafar                              |           |
| 2019 | Instinct                     | Idris                              |           |
| 2020 | The Old Guard                | Joe (Yusuf Al-Kaysani)             |           |
| 2020 | De Oost                      | Raymond Westerling                 |           |
| 2022 | Black Adam                   | Ishmael Gregor/Sabbac, Vua Ahk-Ton |           |